# 오타 시노부
오타 시노부(일본어: 太田 忍, 1993년 12월 28일~)는 일본의 레슬링 선수, 종합격투기 선수이다. 일본 국가대표 레슬링 선수로서 2016년 하계 올림픽 남자 그레코로만형 밴텀급 종목 은메달을 획득했으며 2019년 세계 선수권 대회 그레코로만형 밴텀급에서 우승을 차지했다.